# Бела и Булдозите
„Бела и Булдозите“ (на английски: Bella and the Bulldogs) е американски комедиен сериал, създаден от Джонатан Бътлър и Габриела Гарза, който се излъчва по Nickelodeon от 17 януари 2015 г. до 25 юни 2016 г. Във сериала участват Брек Бесинджър, Кой Стюарт, Джаки Радински, Бъди Хандълсън, Лилимар Ернандес, Хейли Тджу и Рио Манджини.
На 4 март 2015 г. сериалът е подновен за втори сезон, в който се излъчва премиерно на 30 септември.

## Актьорски състав
| Актьор             | Роля               |
| ------------------ | ------------------ |
| Брек Бесинджър     | Бела Доусън        |
| Кой Стюарт         | Трой Диксън        |
| Джаки Радински     | Сойер              |
| Бъди Хандълсън     | Нют                |
| Лилимар Ернандес   | Софи               |
| Хейли Тджу         | Пепър              |
| Рио Манджини       | Ейс                |
| Дориен Уилсън      | Треньор Ръсел      |
| Ани Тедеско        | Кари Доусън        |
| Ник Алварез        | Луис ДелаРоса      |
| Мат Корнет         | Зак Барнс          |
| Сента Моузес Микан | Госпожа Силвърщайн |

## Пускане
Премиерата на сериала е излъчена на 18 март 2015 г. по YTV в Канада и по Nickelodeon в Австралия и Нова Зеландия на 4 април 2015 г. Сериалът се излъчва премиерно във Сингапур и Филипините на 6 април 2015 г., и в Малайзия на 11 април 2015 г. На 4 май 2015 г. сериалът дебютира във Великобритания и Ирландия. В Африка, сериалът пилотният епизод дебютира на 26 юни 2015 г., и сериалът официално се излъчва премиерно на 7 септември 2015 г.

## В България
В България сериалът започва излъчване по „Никелодеон“ на 1 ноември 2015 г.
В края на 2022 г. се излъчва в стрийминг платформата SkyShowtime.

### Нахсинхронен дублаж
| Роля          | Изпълнител                                                     |
| ------------- | -------------------------------------------------------------- |
| Бела Доусън   | Светлана Смолева                                               |
| Трой Диксън   | Петър Бонев                                                    |
| Сойер         | Иван Велчев                                                    |
| Нют           | Живко Джуранов                                                 |
| Софи          | Лорина Камбурова                                               |
| Пепър         | Августина-Калина Петкова                                       |
| Тренер Ръсел  | Христо Бонин                                                   |
| Майкъл Ървин  | Петър Върбанов                                                 |
| Други гласове | Анатолий Божинов Златина Тасева Николай Пърлев Христо Димитров |

| Обработка              | Александра Аудио |
| ---------------------- | ---------------- |
| Изпълнителен продуцент | Васил Новаков    |